# Epipactis
Epipactis là một chi thực vật có hoa trong họ Lan.

## Các loài

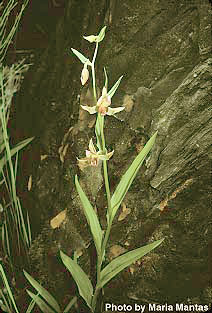
Epipactis gigantea

- Epipactis africana (Ethiopia to Malawi)
- Epipactis albensis (C. Europe)
  - Epipactis albensis var. albensis (EC. Europe). Rhizome geophyte
  - Epipactis albensis var. fibri (France). Hemicryptophye or rhizome geophyte
- Epipactis aspromontana (Italy) - now synonym of Epipactis leptochila subsp. aspromontana (Bartolo, Pulv. & Robatsch) Kreutz
- Epipactis atromarginata (Vietnam)
- Epipactis atrorubens (Hoffm.) Besser: Dark Red Helleborine, Royal Helleborine (Europe to Caucasus)
  - Epipactis atrorubens var. atrorubens
  - Epipactis atrorubens var. atrata A.Waldner & Webernd (Austria)
  - Epipactis atrorubens subsp. danubialis (Robatsch & Rydlo) Ciocârlan & R.Rösler
  - Epipactis atrorubens subsp. spiridonovii (Devillers-Tersch. & Devillers) Kreutz
  - Epipactis atrorubens subsp. subclausa (Robatsch) Kreutz
  - Epipactis atrorubens var. triploidea (Gelbr. & G.Hamel) Kreutz
- Epipactis autumnalis D.Doro (Italy)
- Epipactis baumanniorum Ströhle
- Epipactis bithynica (Turkey) - now synonym of Epipactis helleborine subsp. bithynica (Robatsch) Kreutz
- Epipactis bugacensis (Hungary, near Bugacpusztaháza)
- Epipactis campeadorii (Spain)
- Epipactis cardina (Spain)
- Epipactis condensata (Turkey to Lebanon, Cyprus, W. Transcaucasus)
- Epipactis cretica (Crete)
- Epipactis danubialis (Romania) - now synonym of Epipactis atrorubens subsp. danubialis (Robatsch & Rydlo) Ciocârlan & R.Rösler
- Epipactis degenii (Greece) - now synonym of Epipactis halacsyi subsp. degenii (Szentp. & Mónus) Kreutz
- Epipactis distans Arvet-Touvet (Central Europe)
- Epipactis dunensis (Great Britain: N. England to N. Wales)
- Epipactis duriensis Bernardos, et al. (Portugal) - now synonym of Epipactis tremolsii var. duriensis (Bernardos, D.Tyteca, Revuelta & Amich) P.Delforge
- Epipactis exilis P.Delforge - now a synonym of Epipactis persica subsp. exilis (P.Delforge) Kreutz
- Epipactis flaminia (EC. Europe) - now synonym of Epipactis greuteri var. flaminia (P.R.Savelli & Aless.) Kreutz
- Epipactis flava (Laos, Thailand).
- Epipactis futakii (EC. Europe) - now synonym of Epipactis leptochila var. futakii (Mered'a & Potek) P.Delforge

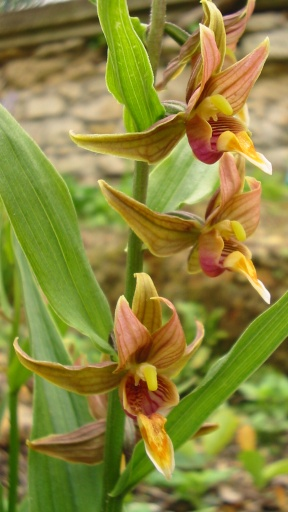
Giant helleborine (Epipactis gigantea)

- Epipactis gigantea: Stream Orchid, Chatterbox, Giant Helleborine (W. Canada to N. Mexico).
- Epipactis greuteri H.Baumann & Künkele (Greece).
  - Epipactis greuteri var. flaminia (P.R.Savelli & Aless.) Kreutz
  - Epipactis greuteri var. preinensis (Seiser) P.Delforge
  - Epipactis greuteri subsp. preinensis (Austria)
- Epipactis guegelii (Romania)
- Epipactis halacsyi Robatsch (Greece) - now basionym of Epipactis viridiflora subsp. halacsyi
  - Epipactis halacsyi subsp. degenii (Szentp. & Mónus) Kreutz
- Epipactis helleborine (L.) Crantz: Broad-leaved Helleborine (N. Africa, Europe to C. China, Type species). 
  - Epipactis helleborine subsp. bithynica (Robatsch) Kreutz
  - Epipactis helleborine subsp. helleborine (N. Africa, Europe to C. China).
  - Epipactis helleborine subsp. latina (Italy to NW. Balkan Pen).
  - Epipactis helleborine subsp. leutei (Robatsch) Kreutz
  - Epipactis helleborine var. minor R.Engel (France)
  - Epipactis helleborine subsp. molochina (P.Delforge) Kreutz
  - Epipactis helleborine subsp. neerlandica (W. Europe).
  - Epipactis helleborine subsp. orbicularis (C. Europe) synonym of Epipactis distans Arvet-Touvet
  - Epipactis helleborine subsp. schubertiorum (Bartolo, Pulv. & Robatsch) Kreutz
  - Epipactis helleborine subsp. transcaucasica (Caucasus). Hemicryptophye or rhizome geophyte
  - Epipactis helleborine subsp. tremolsii (W. Medit.) Hemicryptophye or rhizome geophyte
  - Epipactis helleborine var. youngiana (A.J.Richards & A.F.Porter) Kreutz
- Epipactis ioessa Bongiorni, De Vivo, Fori & Romolini (Italy)
- Epipactis kleinii (S. France to E. Spain)
- Epipactis komoricensis (EC. Europe) - now synonym of Epipactis leptochila subsp. komoricensis (Mered'a) Kreutz
- Epipactis lapidocampi E.Klein & Laminger (Austria)
- Epipactis latifolia All., nom. illeg. (synonym of Epipactis helleborine)
  - Epipactis latifolia lus. rosea Erdner - now synonym of Epipactis viridiflora var. rosea (Erdner) Kreutz
- Epipactis leptochila (Godfery) Godfery: Narrow-lipped Helleborine (Europe). 
  - Epipactis leptochila subsp. aspromontana (Bartolo, Pulv. & Robatsch) Kreutz
  - Epipactis leptochila var. cleistogama (C.Thomas) Kreutz
  - Epipactis leptochila var. dinarica (S.Hertel & Riech.) P.Delforge
  - Epipactis leptochila var. futakii (Mered'a & Potek) P.Delforge
  - Epipactis leptochila subsp. komoricensis (Mered'a) Kreutz
  - Epipactis leptochila subsp. leptochila (Europe)
  - Epipactis leptochila subsp. maestrazgona (P.Delforge & Gévaudan) Kreutz
  - Epipactis leptochila subsp. naousaensis (Robatsch) Kreutz
  - Epipactis leptochila subsp. neglecta (WC. Europe). Hemicryptophyte or rhizome geophyte
  - Epipactis leptochila var. peitzii (H.Neumann & Wucherpf.) P.Delforge
  - Epipactis leptochila subsp. sancta (P.Delforge) Kreutz
- Epipactis leutei (Austria) - now synonym of Epipactis helleborine subsp. leutei (Robatsch) Kreutz
- Epipactis liestalensis (C. Europe).
- Epipactis lusitanica (S. and N. Portugal)- now synonym of Epipactis tremolsii subsp. lusitanica (D.Tyteca) Kreutz
- Epipactis maestrazgona P.Delforge & Gévaudan (Spain)
- Epipactis magnibracteata (NC. China)
- Epipactis mairei (Nepal to C. China)
- Epipactis mecsekensis (Hungary) - now a synonym of Epipactis nordeniorum subsp. mecsekensis (A.Molnár & Robatsch) Kreutz
- Epipactis meridionalis H.Baumann & R.Lorenz (Sicilia to S. Italy)
- Epipactis microphylla (Europe to Iran)
- Epipactis molochina P.Delforge (Spain)
- Epipactis moravica Batousek (Czech Republic, Slovakia, Hungary) - now a synonym of Epipactis nordeniorum subsp. moravica (Batousek) Kreutz
- Epipactis muelleri (W. & C. Europe).
  - Epipactis muelleri subsp. cerritae (Sicilia). Hemicryptophye or rhizome geophyte
  - Epipactis muelleri subsp. muelleri (W. & C. Europe) Rhizome geophyte
- Epipactis nauosaensis (Greece) - now a synonym of Epipactis leptochila subsp. naousaensis (Robatsch) Kreutz
- Epipactis nordeniorum Robatsch (Austria)
  - Epipactis nordeniorum subsp. mecsekensis (A.Molnár & Robatsch) Kreutz
  - Epipactis nordeniorum subsp. moravica (Batousek) Kreutz
- Epipactis ohwii (C. Taiwan)
- Epipactis olympica (Greece)
- Epipactis palustris: Marsh Helleborine, Marsh Orchid (Europe to Caucasus and Mongolia)
- Epipactis papillosa (Russian Far East to Korea, Nhật Bản)
- Epipactis persica (Soó) Nannf. (SE. Europe to W. Pakistan) 
  - Epipactis persica subsp. exilis (P.Delforge) Kreutz
- Epipactis phyllanthes G.E.Sm.: Green-flowered Helleborine (W. & NW. Europe).
  - Epipactis phyllanthes subsp. fageticola (C.E.Hermos.) Kreutz
  - Epipactis phyllanthes var. olarionensis (France). Hemicryptophye or rhizome geophyte
  - Epipactis phyllanthes var. phyllanthes (W. & NW. Europe)
- Epipactis placentina (Switzerland to Italy).
- Epipactis pollinensis (Italy) - now synonym of Epipactis viridiflora var. pollinensis (B.Baumann & H.Baumann) Kreutz
- Epipactis pontica (EC. Europe to N. Turkey)
- Epipactis provincialis (France)
- Epipactis pseudopurpurata (Slovakia) - Epipactis viridiflora subsp. pseudopurpurata (Mered'a) Kreutz
- Epipactis rechingeri (N. Iran)
- Epipactis rhodanensis (France to Austria)
- Epipactis robatschiana Bartolo, D'Emerico, Pulv., Terrasi & Stuto (Italy)
- Epipactis royleana (E. Afghanistan to Himalaya)
- Epipactis sancta: Lindisfarne helleborine
- Epipactis schubertiorum (Italy) - now synonym of Epipactis helleborine subsp. schubertiorum (Bartolo, Pulv. & Robatsch) Kreutz
- Epipactis spiridonovii (Bulgaria) - now synonym of Epipactis atrorubens subsp. spiridonovii (Devillers-Tersch. & Devillers) Kreutz
- Epipactis stellifera (Switzerland)
- Epipactis subclausa (Greece) - now synonym of Epipactis atrorubens subsp. subclausa (Robatsch) Kreutz
- Epipactis tallosii (Slovakia, Hungary)
- Epipactis tenii (China)
- Epipactis thessala (N. & C. Greece)
- Epipactis thunbergii (S. Russian Far East to Korea, Japan to Nansei-shoto)
- Epipactis tremolsii Pau
  - Epipactis tremolsii subsp. densifolia (W.Hahn, Passin & R.Wegener) Kreutz
  - Epipactis tremolsii var. duriensis (Bernardos, D.Tyteca, Revuelta & Amich) P.Delforge
  - Epipactis tremolsii subsp. heraclea (P.Delforge & Kreutz) Kreutz
  - Epipactis tremolsii subsp. lusitanica (D.Tyteca) Kreutz
  - Epipactis tremolsii subsp. turcica (Kreutz) Kreutz
- Epipactis troodi (Cyprus, Turkey)
- Epipactis turcica (E. Aegean Is. to Turkey) - now synonym of Epipactis tremolsii subsp. turcica (Kreutz) Kreutz
- Epipactis turcomanica (C. Asia)
- Epipactis ulugurica (Tanzania)
- Epipactis veratrifolia: Scarce Marsh Helleborine (Caucasus to Somalia and SC. China)
- Epipactis viridiflora (Hoffm.) Krock: Clustered Helleborine, Violet Helleborine (Europe)
  - Epipactis viridiflora subsp. halacsyi (Robatsch) B.Baumann & H.Baumann (Greece)
  - Epipactis viridiflora subsp. pollinensis (B.Baumann & H.Baumann) B.Baumann & H.Baumann (Italy)
  - Epipactis viridiflora subsp. pseudopurpurata (Mered'a) Kreutz
  - Epipactis viridiflora var. rosea (Erdner) Kreutz
- Epipactis xanthophaea (China)
- Epipactis youngiana: Young's Helleborine (Great Britain) - now synonym of Epipactis helleborine var. youngiana (A.J.Richards & A.F.Porter) Kreutz

## Hình ảnh

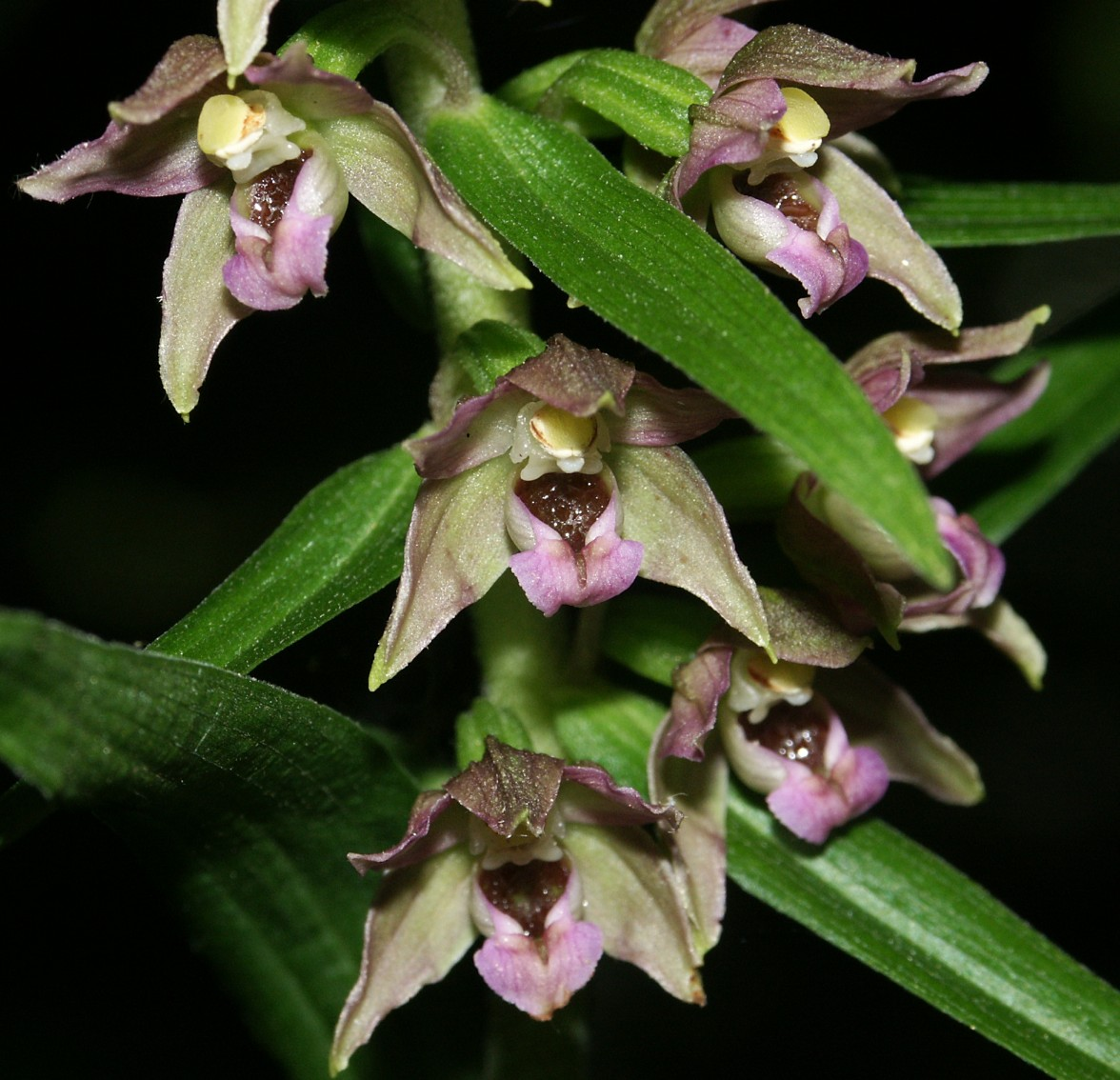
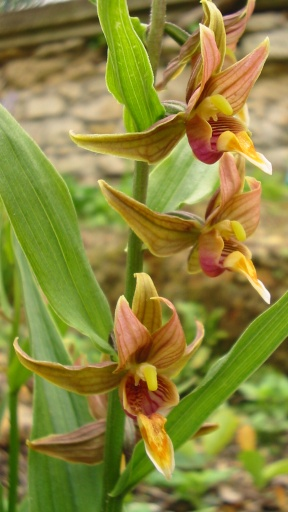